# 岡山自動車道
岡山自動車道（おかやまじどうしゃどう、英語: OKAYAMA EXPWY）は、岡山県岡山市北区の岡山ジャンクション (JCT) を起点とし、岡山県真庭市の北房JCTへ至る、高速道路（高速自動車国道）である。略称は岡山道（おかやまどう）。法令上の路線名は米子自動車道と併せて中国横断自動車道岡山米子線（岡山市北区 - 境港市）である。
高速道路ナンバリングによる路線番号は、中国自動車道の北房JCT - 落合JCT間・米子自動車道とともに「E73」が割り振られている。

## 概要
岡山県岡山市北区と真庭市を結ぶ高速道路で、中国横断自動車道岡山米子線の一部である。1991年3月16日に最初の区間である岡山JCT - 岡山総社間が、山陽自動車道岡山総社支線として供用を開始した。
全区間を西日本高速道路（NEXCO西日本）が管理・運営している。前述の通り、岡山JCT - 岡山総社IC間は、1997年3月14日まで山陽自動車道であったが、1997年3月15日の岡山総社IC - 北房JCT間開通に合わせて岡山自動車道と名称変更された。
平成22年度高速道路無料化社会実験の対象になっていたが、2011年6月19日に終了した。

### 路線名
- 道路名：岡山自動車道
- 中国横断自動車道岡山米子線：岡山JCT - 北房JCT

## インターチェンジなど
- 全区間岡山県内に所在。
- IC番号欄の背景色が■である部分については道路が供用開始済みの区間を示している。また、施設名欄の背景色が■である部分は施設が供用開始されていない、または完成していないことを示す。なお、未開通区間の名称は仮称である。
- バスストップ (BS) のうち、○は運用中、◆は休止中の施設。無印はBSなし。

凡例 JCT：ジャンクション、IC：インターチェンジ、SA：サービスエリア、PA：パーキングエリア、BS：バスストップ
| IC番号 | 施設名       | 接続路線名          | 起点から (km) | BS | 備考                                | 所在地            | 所在地 |
| ------ | ------------ | ------------------- | ------------- | -- | ----------------------------------- | ----------------- | ------ |
| 15     | 岡山JCT      | E2 山陽自動車道     | 0.0           |    |                                     | 岡山市 北区       |        |
| 1      | 岡山総社IC   | 国道180号 国道429号 | 2.7           |    |                                     | 岡山市 北区       |        |
| -      | 総社PA       |                     | 7.0           |    |                                     | 総社市            |        |
| -      | 塔坂トンネル |                     |               |    | 上り線 1,470 m 下り線 1,449 m       | 総社市            |        |
| -      | 見延橋       |                     |               |    | 橋長 703 m 橋高 76.2 m              | 総社市            |        |
| -      | 槙谷トンネル |                     |               |    | 上り線 1,167 m 下り線 1,071 m       | 総社市            |        |
| 2      | 賀陽IC       | 国道484号           | 22.6          | ○  |                                     | 加賀郡 吉備中央町 |        |
| -      | 高梁SA       |                     | 30.9 31.4     |    | 上り線 山陽道方面 下り線 中国道方面 | 高梁市            |        |
| 3      | 有漢IC       | 県道49号高梁旭線    | 35.5          | ○  |                                     | 高梁市            |        |
| -      | 有漢トンネル |                     |               |    | 上り線 1,410 m 下り線 1,529 m       | 高梁市            |        |
| -      | 有漢トンネル | 真庭市              |               |    | 上り線 1,410 m 下り線 1,529 m       |                   |        |
| -      | 北房水田BS   |                     | 43.1          | ○  |                                     |                   |        |
| 17     | 北房JCT      | E2A 中国自動車道    | 43.9          |    |                                     |                   |        |

## 歴史
- 1991年（平成3年）3月16日：山陽自動車道岡山総社支線として、岡山JCTと岡山総社IC間の供用を開始する。
- 1997年（平成9年）3月15日：岡山総社ICと北房JCT間の供用を開始し、同時に山陽道岡山総社支線を岡山道に編入し、暫定2車線で全線が供用される。
- 1999年（平成11年）10月15日：岡山JCTと岡山総社IC間が両側4車線化される。
- 2005年（平成17年）10月17日：岡山総社ICと総社PA間が両側4車線化される。
- 2010年（平成22年）
  - 6月28日：高速道路無料化社会実験が開始される（2011年6月19日まで実施）。
  - 10月22日：総社PAと賀陽IC間の上り線が2車線化される。
  - 11月26日：総社PAと賀陽IC間の下り線が2車線化され、総社PAから賀陽IC間の両側4車線化が完了する。
- 2019年（平成31年/令和元年）
  - 3月29日：有漢IC - 北房JCT間の4車線化について国土交通省より事業許可を受ける[4]。
  - 9月4日：国土交通省が岡山道の暫定2車線区間のうち、賀陽IC - 有漢IC間を10 - 15年後を目処に4車線化する優先整備区間に選定する方針を発表[5][6][7]。
- 2021年（令和3年）
  - 1月22日：賀陽IC付近について、4車線化工事の一環として、上下対面通行から上下分離通行化[8]。
  - 3月5日：国土交通省が岡山道の4車線化優先整備区間のうち、2021年度に新たに4車線化事業に着手する候補箇所として賀陽IC - 有漢IC間を選定[9][10][11]。
  - 3月26日：賀陽IC付近が4車線化[12]。
  - 3月30日：賀陽IC - 有漢IC間において、国土交通省より4車線化工事の事業許可を受ける[13]。
  - 5月28日：高梁SA付近が4車線化[14]。
  - 6月23日：北房JCT付近について、4車線化工事の一環として、上下対面通行から上下分離通行化[14]。
  - 9月10日：北房JCT付近について、4車線化工事の一環として、下り線が2車線化[15]。
- 2023年（令和5年）
  - 6月3日：有漢IC - 北房JCT間の一部 (1.2 km) において、4車線化工事の一環として、上下対面通行から上下分離通行化[16]。
  - 8月9日：有漢IC - 北房JCT間の一部 (1.2 km) が4車線化[17]。

## 路線状況

### 車線・最高速度
| 区間                                    | 車線 上下線=上り線+下り線 | 最高速度 | 備考 |
| --------------------------------------- | ------------------------- | -------- | ---- |
| 岡山JCT - 賀陽IC 有漢トンネル - 北房JCT | 4=2+2                     | 80 km/h  |      |
| 有漢トンネル - 賀陽IC                   | 2=1+1 （暫定2車線）       | 70 km/h  | ※    |

- ※：賀陽IC - 有漢IC間は4車線化優先整備区間[5][6][7]また、有漢IC - 北房JCT間も4車線化が事業化されている。

### サービスエリア・パーキングエリア
- 岡山道のサービスエリア (SA) は高梁SAのみである。なお、高梁SAのガソリンスタンドは一時期休止していたが、上り線が2012年8月28日に再開した。下り線は同年10月1日に一旦再開したが、2018年3月31日に再度休止。その後、2019年3月28日に再び再開した[18]。
- パーキングエリア (PA) は総社PAのみで、自動販売機のみの営業である。

### 主なトンネルと橋

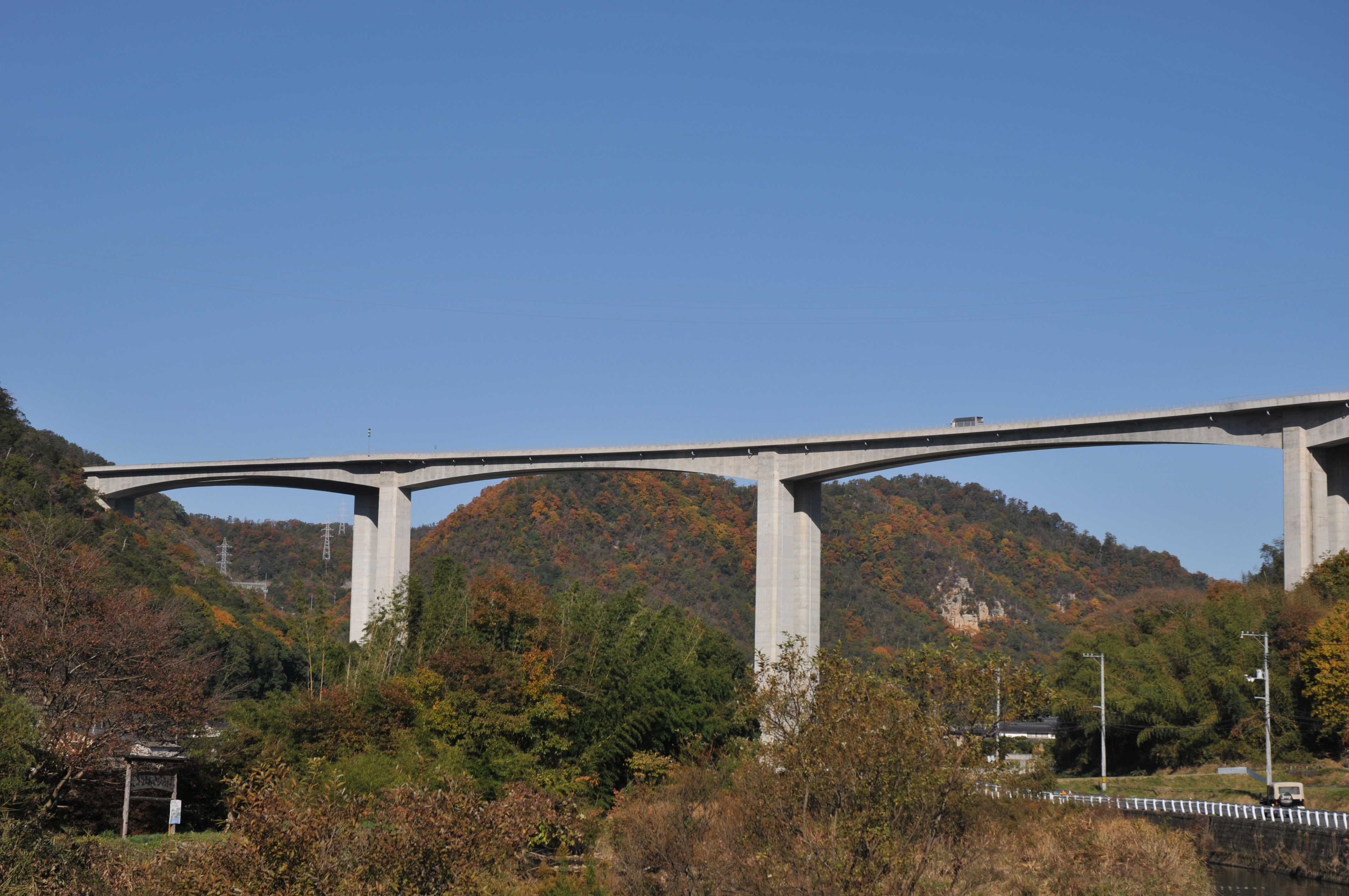
見延橋

- 塔坂トンネル（総社PA - 賀陽IC）：上り線 1,470 m 下り線 1,449 m [19]
- 見延橋（総社PA - 賀陽IC）：703 m　橋脚の高さは、完成当時、高速道路の中では日本一だった。[要出典][20]
- 槙谷トンネル（総社PA - 賀陽IC）：上り線 1,167 m 下り線 1,071 m [19]
- 有漢トンネル（有漢IC - 北房JCT）：上り線 1,410 m 下り線 1,529 m [19]

#### トンネルの数
| 区間名           | 上下線 |
| ---------------- | ------ |
| 岡山JCT - 総社PA | 0      |
| 総社PA - 賀陽IC  | 2      |
| 賀陽IC - 有漢IC  | 0      |
| 有漢IC - 北房JCT | 2      |
| 合計             | 4      |

山間部を通過しているが、トンネルは少ない。

### 道路管理者
- NEXCO西日本中国支社
  - 岡山高速道路事務所：岡山JCT - 有漢IC
  - 津山高速道路事務所：有漢IC - 北房JCT

#### 警察
- 岡山県警察高速道路交通警察隊
  - 南部方面隊：岡山JCT - 有漢IC
  - 北部方面隊：有漢IC - 北房JCT

### 交通量
24時間交通量（台）　道路交通センサス
| 区間                 | 平成11（1999）年度 | 平成17（2005）年度 | 平成22（2010）年度 | 平成27（2015）年度 | 令和3（2021）年度 |
| -------------------- | ------------------ | ------------------ | ------------------ | ------------------ | ----------------- |
| 岡山JCT - 岡山総社IC | 9,752              | 10,649             | 15,514             | 12,811             | 11,314            |
| 岡山総社IC - 賀陽IC  | 7,390              | 08,697             | 15,671             | 10,861             | 08,960            |
| 賀陽IC - 有漢IC      | 6,620              | 07,669             | 12,866             | 09,504             | 07,743            |
| 有漢IC - 北房JCT     | 6,616              | 07,602             | 12,348             | 09,530             | 07,743            |

（出典：「中国地方の平成17年度道路交通センサス断面交通量」（中国地方整備局ホームページ）・「平成22年度道路交通センサス」・「平成27年度全国道路・街路交通情勢調査」・「令和3年度全国道路・街路交通情勢調査」（国土交通省ホームページ）より一部データを抜粋して作成）
- 平成22年度の調査期間中において全線では、高速道路無料化社会実験が行われていた。

- 令和2年度に実施予定だった交通量調査は、新型コロナウイルスの影響で延期された[21]。

## 地理

### 通過する自治体
- 岡山県
  - 岡山市北区 - 総社市 - 加賀郡吉備中央町 - 高梁市 - 真庭市

### 接続する高速道路
- E2 山陽自動車道（岡山JCTで接続）
- E2A 中国自動車道（北房JCTで接続）